# The King, the Widow and Rick
«El Rey, la Viuda y Rick» —título original en inglés: «The King, the Widow and Rick»— es el sexto episodio de la octava temporada de la serie de televisión posapocalíptica, horror The Walking Dead , que salió al aire en el canal AMC el 26 de noviembre de 2017. Fox hizo lo propio en España e Hispanoamérica el día 27 del mismo mes, respectivamente. Corey Reed y Angela Kang se encargaron en el guion del episodio, mientras que John Polson se encargó en dirigir el episodio.

## Argumento
En los días posteriores al inicio de la guerra contra Negan y los salvadores, Rick (Andrew Lincoln), Maggie (Lauren Cohan) y Carol (Melissa McBride) se corresponden entre sí para informar sobre sus victorias y pérdidas, y hacen planes para lanzar la próxima fase del plan en unos pocos días. Rick viaja a la base de Los Carroñeros para encontrarse con Jadis (Pollyanna McIntosh), mostrándole las fotos Polaroid de sus victorias y ofertas para lidiar con ellas en su guerra a pesar de sus acciones anteriores; Jadis se niega a tratar. Sin opciones, Rick es llevado y mantenido prisionero dentro de un contenedor de envío, quedando en ropa interior.
En la colonia Hilltop, Aaron (Ross Marquand) regresa con la bebé Gracie. Jesús (Tom Payne) vigila a los salvadores que han capturado, asegurados en la valla fuera de la comunidad. Maggie expresa su decepción por el hecho de que Jesús está usando sus provisiones para proporcionarles comida y agua, mientras que Gregory (Xander Berkeley) sugiere que construyan horcas para colgarlos. Sin embargo, Jesús les recuerda que al matar a sus prisioneros no serían mejores que los Salvadores. Maggie luego decide dejar entrar a los salvadores, encarcelados dentro de una jaula improvisada, siempre que no causen problemas. Luego envía a Gregory a la prisión para ser encarcelado junto a los Salvadores, a pesar de sus fuertes protestas, ya que tampoco puede confiar en él. En privado, Jesús le agradece a Maggie por mantener vivos a los salvadores, pero ella los ve como monedas de cambio en el futuro. En la biblioteca, Aaron comparte sus sentimientos de pérdida con Maggie, quien comprende su dolor de primera mano. Tomando en serio las palabras de Maggie, Aaron decide ir a una misión personal. Antes de partir, Enid (Katelyn Nacon) se ofrece a unirse a él; Aaron está de acuerdo.
En el Reino, Ezekiel (Khary Payton) se ha recluido en su casa, negándose a permitir que otros lo vean. Carol trabaja para preparar a otros residentes sanos para ayudar en el plan de Rick. Henry (Macsen Lintz), el hermano menor de Benjamin, desea participar desesperadamente a pesar de sus dudas, pero ella cede. Después, Carol puede acercarse a Ezekiel y trata de alentarlo a tomar el liderazgo de nuevo, incluso si solo mantiene su acto, pero Ezekiel sigue siendo reacio a participar y le dice que lo deje en paz.
En otra parte, Carl (Chandler Riggs) va en busca de aquel extraño que lo conoció fuera de Alexandría y lo encuentra, el sujeto se presenta como Siddiq (Avi Nash). Carl se disculpa por la hostilidad previa de Rick hacia Siddiq, y le ofrece comida y agua. Al ver que Siddiq estaba atrapando a un caminante, Carl le pregunta a Siddiq las tres preguntas que Rick usa para juzgar a los posibles miembros de su grupo y está impresionado con sus respuestas. Carl decide llevar a Siddiq de regreso a Alexandría, prometiendo responder por él una vez que lleguen allí. En el camino, son atacados por un pequeño grupo de caminantes, algunos que inmovilizan a Carl antes de que pueda eliminarlos; aparentando ileso, ambos continúan.
En Alexandria, Tara (Alanna Masterson) se sorprende al encontrar a Daryl (Norman Reedus), obsesionado con tomar sus propias acciones fuera del plan de Rick, esperando en su porche. Cuando ella promete matar a Dwight después de que la guerra termine, Daryl propone que lo maten juntos y sugiere que no tengan que esperar. En otro lugar, Michonne (Danai Gurira) está ansiosa por saber lo que está sucediendo, sintiéndose responsable de la guerra, ya que había instado a Rick a ponerse de parte de los Salvadores. Rosita (Christian Serratos) se ofrece a acompañarla para ver lo que sucede en el Santuario. En el camino, escuchan una música a alto volumen y encuentran a dos Salvadores cerca tratando de cargar un camión con parlantes, que planean usar para atraer a los caminantes que rodean el Santuario. Michonne y Rosita matan a uno de ellos, pero el otro escapa con el camión, hasta que la salvadora que iba manejando en su auto es atropellada por un camión de basura conducido por Daryl y Tara, matando a la salvadora. Los cuatro viajan juntos al Santuario, viendo que los caminantes aún lo rodean; Daryl decide que necesitan tomar medidas ahora.

## Recepción

### Recepción crítica
"The King, the Widow, and Rick" recibió críticas negativas por parte de los críticos. En Rotten Tomatoes, tiene una puntuación del 35% con una calificación promedio de 5.82 sobre 10, con base en 26 revisiones. El consenso del sitio dice: "The King, The Widow, and Rick" se extiende entre demasiadas historias y, por lo tanto, no logra mucho en el proceso.

### Índices de audiencia
El episodio promedió una calificación de 3.6 entre adultos 18-49, y tuvo una audiencia de 8.28 millones de espectadores, lo que marcó un aumento con respecto a la semana anterior, que fue el mínimo de seis años para la serie.